# Aeonium cuneatum
Aeonium cuneatum ist eine Pflanzenart aus der Gattung Aeonium in der Familie der Dickblattgewächse (Crassulaceae).

## Beschreibung

### Vegetative Merkmale
Aeonium cuneatum wächst als mehrjährige, einzelne oder manchmal sprossende Rosettenpflanze. Ihre kräftigen Triebe sind kahl und glatt. Ihre becherigen Rosetten erreichen einen Durchmesser von 15 bis 50 Zentimeter. Innere Blätter sind in der Regel eng aneinander gepresst. Die verkehrt eiförmigen bis verkehrt eiförmig-spateligen, fast kahlen Laubblätter sind 10 bis 25 Zentimeter lang, 5 bis 8 Zentimeter breit und 0,5 bis 0,9 Zentimeter dick. Zur Spitze hin sind sie zugespitzt und tragen ein aufgesetztes Spitzchen. Die Basis ist keilförmig. Der manchmal leicht wellige Blattrand ist mit kegelförmigen Wimpern besetzt, die bis zu 0,4 Millimeter lang sind.

### Generative Merkmale
Der Blütenstand weist eine Länge von 18 bis 60 Zentimeter und eine Breite von 12 bis 30 Zentimeter auf. Der beblätterte Blütenstandsstiel ist 12 bis 30 Zentimeter lang. Die acht- bis neunzähligen Blüten stehen an einem 1 bis 6 Millimeter langen, schwach flaumhaarigen Blütenstiel. Ihre Kelchblätter sind schwach flaumhaarig. Die gelben, verkehrt lanzettlichen, zugespitzten Kronblätter sind 6,5 bis 7,5 Millimeter lang und 1,3 bis 1,6 Millimeter breit. Die Staubfäden sind kahl.
Die Blütezeit ist April bis Juni.

### Chromosomenzahl
Die Chromosomenzahl beträgt 2n = 36.

## Systematik und Verbreitung
Aeonium cuneatum ist auf Teneriffa in Höhen von 500 bis 950 Metern verbreitet.
Die Erstbeschreibung durch Philip Barker Webb und Sabin Berthelot wurde 1841 veröffentlicht. Ein nomenklatorisches Synonym ist Sempervivum cuneatum (Webb & Berthel.) Webb ex. Christ (1888).

## Nachweise